# Klaus Renft Combo
I Klaus Renft Combo sono un gruppo musicale rock tedesco formatosi a Lipsia nel 1958. Fondato da Klaus Renft, la band riscosse un successo significativo nell'allora Repubblica Democratica Tedesca, nonostante lo scioglimento forzato da parte delle autorità della DDR nel 1975. Dopo la caduta del Muro di Berlino, il gruppo venne ricostituito nel 1990.

## Lo scioglimento del 1975
I Klaus Renft Combo erano molto popolari nella Germania Est, ma visti con sospetto dalla Stasi in quanto troppo radicali e non allineati con le loro idee politiche. Nel settembre 1975 il gruppo venne convocato dal Ministero della Cultura per un'esibizione necessaria al fine di ottenere il rinnovo della licenza per poter suonare nella DDR. Tuttavia, la donna incaricata per il loro incontro, la compagna Oelschlägel, li informò che non ci sarebbe stata alcuna esibizione, in quanto la loro musica era considerata volgare ed irriverente, e in più comunicò che la loro band era ufficialmente sciolta. A seguito di tale interdizione, Renft si rifugiò nella Germania Ovest, due componenti vennero arrestati e imprigionati fino al 1977 e altri due decisero di restare in patria, mantenendo momentaneamente in vita la band con un altro nome.

## Formazione

### Formazione attuale
- Christian "Kuno" Kunert
- Thomas "Monster" Schoppe
- Marcus Schloussen
- Delle Kriese
- Gisbert "Pitti" Piatkowski

### Ex componenti
- Klaus "Jenni" Renft
- Heinz Prüfer
- Peter "Pjotr" Kschentz
- Peter "Cäsar" Gläser
- Jochen Hohl
- Gerulf Pannach

## Discografia
- Klaus Renft Combo (1973)
- RENFT (1974)
- Rock aus Leipzig Renft-Combo live (1980)
- Renft - Die frühen Jahre (1990)
- RENFT LIVE 1990 (1990)
- Renft - Zwischen Liebe und Zorn (1993)
- Das Erbe Renft - Wer die Rose ehrt (1994)
- RENFT die schönsten Balladen (1996)
- renft - live in concert (1996)
- 40 Jahre Klaus Renft Combo (1997)
- Als ob nichts gewesen wär (1999)
- Unbequem woll´n wir sein (2003)
- Abschied und Weitergehen (2008)
- RENFT GOES ON Live 2010 (2010)